# Petalopteryx
Petalopteryx is een geslacht van uitgestorven prehistorische straalvinnige beenvissen uit het Vroeg-Krijt.